# Жапарханов, Слямхан Жапарханович
Слямхан Жапарханович Жапарханов (род. 25 августа 1927, аул Караш, Чарский район, Восточно-Казахстанская область, КазАССР, СССР) — советский и казахстанский учёный, доктор геолого-минералогических наук (1974), профессор (1982).

## Биография
Родился 25 августа 1927 года в ауле Караш (КазАССР). До Великой Отечественной войны закончил семилетнюю школу в Чарске, с 1941 до 1943 года работал в колхозе, пахал, убирал хлеб, был скотником на ферме, после работал старателем золотодобывающей артели на месторождении Балажал. После войны окончил Семипалатинский геологоразведывательный техникум, а в 1953 году окончил Казахский горно-металлургический институт (ныне КазНТУ им. К.Сатпаева). В 1953—1959 годах работал инженером-гидрогеологом Центрально-Казахстанского геологического управления; в 1959—1966 годах — старший научный сотрудник, учёный-секретарь Института геологических наук АН Казахстана; в 1966—1986 годах — заведующий сектором гидродинамики подземных вод Института гидрогеологии и гидрофизики АН Казахстана. После преподавал в КазНТУ: в 1986—1991 годах заведующий кафедрой; с 1991 года профессор кафедры гидрогеологии и инженерной геологии КазНТУ.
В 1973 году защитил докторскую диссертацию на тему «Подземные воды основных горнорудных районов Центрального Казахстана, их значение в обводнении и водоснабжении рудников» по специальности 04.00.06 — «Гидрогеология».
Президент и один из основателей общественного фонда «Совет ветеранов ВОВ, тружеников тыла и детей войны».

## Научная деятельность
Основные научные труды посвящены изучению гидрогеологических условий разработки горнорудных объектов в Казахстане. Лауреат Государственной премии Казахстана (1980).
Является первооткрывателем 7 месторождений подземных минеральных вод. Автор свыше 200 научных работ, в том числе 19 монографий, 11 карт, 150 научно-методических и 75 популярных статей. Под его руководством защищены 2 докторских и 20 кандидатских диссертаций. Является действительным членом Международной академии информатизации и руководит секцией «Геоинформационные технологии».
Сочинения:
- Гидрогеологические условия месторождений Кустанайской железорудной зоны, А., 1987;
- Гидрогеология горнорудных районов Казахстана, А., 1994.